# Antonio McKay
Antonio McKay (* 9. února 1964 Atlanta) je bývalý americký atlet, sprinter, dvojnásobný halový mistr světa v běhu na 400 metrů.
V roce 1984 a 1988 byl členem vítězné americké štafety na 4 × 400 metrů na olympiádách v Los Angeles a v Soulu. V Los Angeles současně vybojoval bronzovou medaili v běhu na 400 metrů. Na světovém šampionátu v Římě v roce 1987 vybojoval spolu se svými kolegy zlatou medaili ve štafetě na 4 × 400 metrů.
V roce 1984 vytvořil halový světový rekord na 400 metrů časem 45,79 s. V letech 1987 a 1989 zvítězil v této disciplíně na halovém mistrovství světa – v Budapešti při obhajobě titulu uběhl svůj nejrychlejší halový čas 45,59 s (pod širým nebem je jeho osobní rekord na 400 metrů 44,69 s. Jeho posledním medailovým úspěchem na mezinárodních soutěžích byla stříbrná medaile v štafetě na 4 × 400 metrů na halovém mistrovství světa v roce 1991.